# جوني كونينغهام
جوني كونينغهام (بالإنجليزية: Johnny Cunningham) هو ملحن ومنتج أسطوانات بريطاني، ولد في 27 أغسطس 1957 في Portobello, Edinburgh ‏ في المملكة المتحدة، وتوفي في 15 ديسمبر 2003.

## وصلات خارجية
- جوني كونينغهام على موقع ميوزك برينز (الإنجليزية)
- جوني كونينغهام على موقع ديسكوغز (الإنجليزية)